# Gugara (książka)
Gugara – reportaż literacki autorstwa Andrzeja Dybczaka, wydany po raz pierwszy w 2008 nakładem wydawnictwa Zielona Sowa, zaś powtórnie w 2012 przez Wydawnictwo Czarne. Utwór został wyróżniony Nagrodą Fundacji Kultury dla najlepszego rękopisu (2008) oraz Nagrodą Fundacji im. Kościelskich (2012). Równolegle z jego pierwszym wydaniem na ekrany wszedł film dokumentalny o tym samym tytule, dzielący z książką głównych bohaterów, ale ukazujący nieco późniejsze wydarzenia. Dybczak był - wspólnie z Jackiem Nagłowskim - scenarzystą i reżyserem tego obrazu.

## Treść
Utwór stanowi zapis wspomnień i doświadczeń autora z jego, drugiej już, wizyty w ówczesnym Ewenkijskim Okręgu Autonomicznym w Kraju Krasnojarskim w Rosji, jaką odbył na przełomie lata i jesieni 2004 roku. Przez kilka tygodni autor żył wśród rdzennych mieszkańców tych ziem, należących do grupy etnicznej Ewenków. Reportaż ma dwa zasadnicze miejsca akcji, przy czym pochodzące z nich sceny przeplatają się w tekście. Jednym jest wioska Tutonczany, zamieszkiwana głównie przez Ewenków, a w mniejszym stopniu także Rosjan i przedstawicieli innych nacji, stworzona z myślą o pracownikach dawnego kołchozu grupującego pasterzy reniferów, co stanowiło tradycyjne zajęcie Ewenków. Drugie miejsce to niewielki obóz w tundrze w pewnej odległości od wioski, gdzie koczują ostatni Ewenkowie faktycznie trudniący się pasterstwem. Dybczak - prowadzący narrację w pierwszej osobie - przez pewien czas mieszka z nimi w tradycyjnym namiocie z paleniskiem w środku, zwanym czumem.
Słowo "gugara" w języku Ewenków oznacza dźwięk wydawany przez dzwonki zawieszone przez pasterzy na szyjach reniferów, aby móc łatwiej znaleźć je w tajdze. Tekst dedykowany jest "Magdalenie", przy czym drugie wydanie zawiera dodatkową dedykację, poświęcającą książkę pamięci trójki nieżyjących już bohaterów utworu.